# Melkgebit
Het melkgebit van een mens bevat acht melksnijtanden, vier melkhoektanden en acht melkkiezen (melkmolaren). In tegenstelling tot het volwassen gebit, bevat het melkgebit geen voorkiezen (premolaren).

## Ontwikkeling
De meeste baby's krijgen wanneer ze rond de 8 maanden zijn de eerste tandjes, meisjes meestal eerder dan jongens. De tanden komen door het tandvlees heen gegroeid en veroorzaken jeuk. Dit is een van de redenen waarom een baby bijt op alles wat voorhanden komt. Het kan een paar jaar duren voordat alle tandjes zijn doorgekomen. De tanden verschijnen vaak in paren. Het patroon van doorkomen en de leeftijd waarop dit begint lijkt erfelijk vastgesteld te zijn en meestal gelijk aan een van de ouders. Een volgorde die veel voorkomt is:
|                              | Melkgebit      | Melkgebit | Blijvend gebit | Blijvend gebit |
|                              | Nummer         | maanden   | Nummer         | jaar           |
| ---------------------------- | -------------- | --------- | -------------- | -------------- |
| Onderste centrale snijtanden | 71, 81         | 4-7       | 31, 41         | 6-7            |
| Bovenste centrale snijtanden | 51, 61         | 8-12      | 11, 21         | 6-7            |
| Bovenste laterale snijtanden | 52, 62         | 9-16      | 12, 22         | 7-8            |
| Onderste laterale snijtanden | 72, 82         | 9-16      | 32, 42         | 7-8            |
| Eerste molaren               | 54, 64, 74, 84 | 13-19     | 14, 24, 34, 44 | 9-11           |
| hoektanden                   | 53, 63, 73, 83 | 16-22     | 13, 23, 33, 43 | 9-12           |
| Tweede molaren               | 55, 65, 75, 85 | 20-33     | 15, 25, 35, 45 | 10-12          |

In deze lijst is ook de aanduiding van de tanden aangegeven volgens de internationale tandnummering. Dit systeem heeft een aparte nummering voor het melkgebit.

## Wisselen
Zo rond het zesde levensjaar vallen de voorste melktanden bij de mens er een voor een uit, zodat er plaats komt voor de definitieve tanden. Met de melkhoektanden en melkkiezen gebeurt dit tussen het tiende en dertiende jaar. Dit wisselen is nodig omdat de tanden en kiezen niet kunnen groeien en omdat er voor het definitieve gebit nog geen plaats is in de kaak van een klein kind.
Het stadium tussen het begin en het eind van het wisselen noemt men een wisselgebit. Het is mogelijk dat de definitieve tanden al opkomen terwijl de melktand nog niet is uitgevallen. In dat geval komen de definitieve tanden op achter de melktand en groeien deze naar voren nadat de melktanden zijn uitgevallen.